# Trichostomum usambaricum
Trichostomum usambaricum là một loài Rêu trong họ Pottiaceae. Loài này được (Broth.) Broth. miêu tả khoa học đầu tiên năm 1902.